# Irlbachia plantaginifolia
Irlbachia plantaginifolia là một loài thực vật có hoa trong họ Long đởm. Loài này được Maguire mô tả khoa học đầu tiên năm 1981.